# Camp Municipal de Rugbi La Foixarda
El Camp Municipal de Rugbi La Foixarda és un camp de rugbi en què habitualment juguen els seus partits el Gòtics RC i el Barcelona Universitari Club (B.U.C.) i, ocasionalment, també la selecció espanyola de rugbi i la selecció catalana de rugbi. Està situat al sector de la Foixarda, dins el Parc de Montjuïc, a la muntanya olímpica de Montjuïc de la ciutat de Barcelona, sobre la fondalada de l'antiga pedrera Foixarda coneguda com el Sot de la Foixarda.
En el seu moment va arribar a albergar 25.000 espectadors, si bé la seva capacitat actual és d'uns 800 espectadors.

## Història
Es va inaugurar inaugurat el 25 de desembre de 1921 amb la disputa d'un partit amistós de futbol entre el FC Barcelona i l'Sparta de Praga, amb intenció de convertir-lo en l'estadi seu dels Jocs Olímpics de 1924 sota el nom de "Estadi Català" L'Estadi Català va ser un projecte d'estadi olímpic construït a la muntanya de Montjuïc (Barcelona), inaugurat l'any 1921 en el marc del projecte de candidatura dels Jocs Olímpics de Barcelona previstos per a l'any 1924. El projecte, iniciat a la pedrera de la Foixarda, va restar aturat en saber-se que la ciutat que acolliria els Jocs Olímpics d'Estiu de 1924 seria París. El projecte, a més, va quedar descartat per acollir la següent candidatura olímpica de la ciutat, l'any 1936, en favor la construcció de l'actual Estadi Olímpic Lluís Companys. Actualment l'Estadi Català és un camp esportiu on es practica rugbi i es coneix amb el nom de Camp Municipal de Rugbi La Foixarda.
L'any 1952 l'Ajuntament va decidir destinar el camp a la pràctica del rugbi.
En 1955 va ser la seu de la competició de rugbi durant els Jocs Mediterranis celebrats aquell any a Barcelona. També va ser seu de la final de la Copa del Rei de Rugbi, en les seves diferents denominacions, en els anys 1956, 1957, 1958, 1959, 1960, 1961, 1965, 1966 i 1985.
El 2013 es van iniciar les obres per substituir el terreny de gespa natural, molt malmesa, per una superfície de gespa artificial amb una nova xarxa de drenatge i de reg. També va ser substituïda la xarxa d'il·luminació, dotant així mateix les seves instal·lacions de l'equipament necessari, tot això homologat per la Federació Espanyola de Rugbi. El cost de les obres es va calcular en 775.589 euros.